# Davide Lucarelli
Davide Lucarelli (Pistoia, 14 marzo 1963) è un allenatore di calcio ed ex calciatore italiano, di ruolo difensore, collaboratore tecnico del Milan.
Suo figlio Massimo è anch'egli calciatore.

## Carriera

### Giocatore
Ha militato nel ruolo di difensore centrale in diverse squadre professionistiche, toccando i suoi livelli più alti nelle sei stagioni disputate in Serie A nell'Avellino, nel Pisa e nella Cremonese.
Ha poi proseguito la carriera tornando al Pisa dopo il fallimento di tale società nel 1994 e contribuendo al ritorno della squadra toscana tra i professionisti.
Da segnalare anche due ulteriori stagioni tra i dilettanti con Castelnuovo Garfagnana e Massese.

### Allenatore
I primi passi da allenatore sono avvenuti nelle serie minori: in Eccellenza con la Volterrana e in Serie D con la Lavagnese. Nel 2005 è entrato a far parte, in pianta stabile, dello staff tecnico dell'Empoli, per poi concludere la sua esperienza nel club nel 2009.
Nel 2010 è entrato nello staff tecnico di Stefano Pioli, seguendolo, il 10 giugno 2010, al Chievo Verona e, il 2 giugno 2011, al Palermo. Ha collaborato con l'allenatore parmense anche nelle stagioni al Bologna. Il 12 giugno 2014 ha seguito Pioli alla Lazio. Dopo l'esonero di Pioli, maturato dopo due stagioni in biancoceleste, e la chiamata del tecnico emiliano all'Inter, è entrato nello staff tecnico del club milanese. Dopo l'esonero di Pioli anche da parte dell'Inter, ha seguito nuovamente l'allenatore prima alla Fiorentina e poi al Milan.

## Palmarès

### Giocatore

#### Competizioni nazionali
- Torneo Estivo del 1986: 1

Avellino: 1986
- Campionato Nazionale Dilettanti: 1

Pisa: 1995-1996 (girone A)

#### Competizioni internazionali
- Coppa Mitropa: 1

Pisa: 1987-1988
- Coppa Anglo-Italiana: 1

Cremonese: 1992-1993

#### Individuale
- Capocannoniere della Supercoppa Mitropa: 1

1989 (1 gol) a pari merito con Petr Škarabela, Karel Kula, Radim Nečas, Francis Severeyns, Giuseppe Incocciati, Radek Basta